# Брама небесного спокою
Бра́ма Небе́сного Спо́кою (кит.: 天安門, Tiān ān mén — Тяньаньмень) — головний вхід до імператорського палацу, відомого за назвою Заборонене місто у столиці Китаю місті Пекіні.
Брама Тяньаньмень розташована вздовж північного боку однойменної площі в Пекіні.

## З історії
Спершу брама мала назву Чентяньмень (кит.: 承天門, Chéng tiān mén), або «Брама Прийняття Небесного Мандату».
У 1457 браму вразила блискавка, і відновили її лише 1465.
Вдруге Брама Небесного Спокою зазнала руйнації наприкінці правління династії Мін. У часи заворушень, що супроводжували падіння мінських правителів, браму спалили повстанці селянської армії Лі Цзичена. У 1651 році, вже за династії Цін браму відновили й дали їй ім'я, за яким вона відома дотепер.

## Галерея

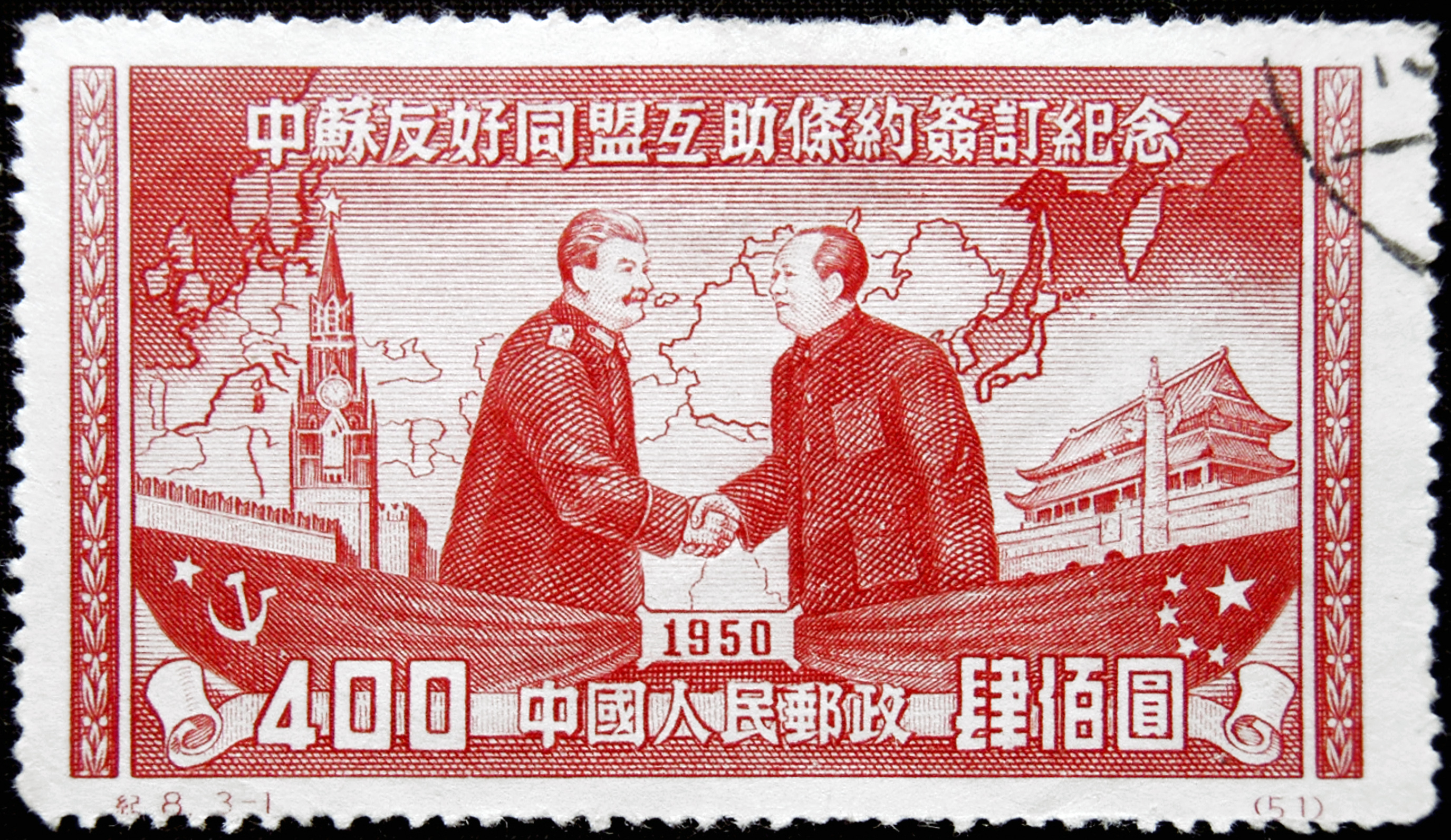
Марка, 1950
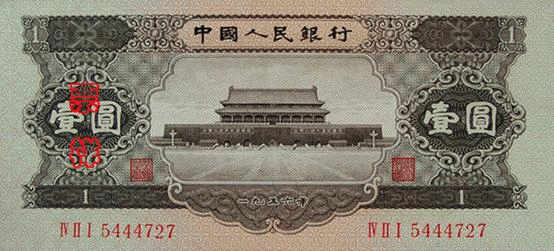
Один китайський юань, 1961
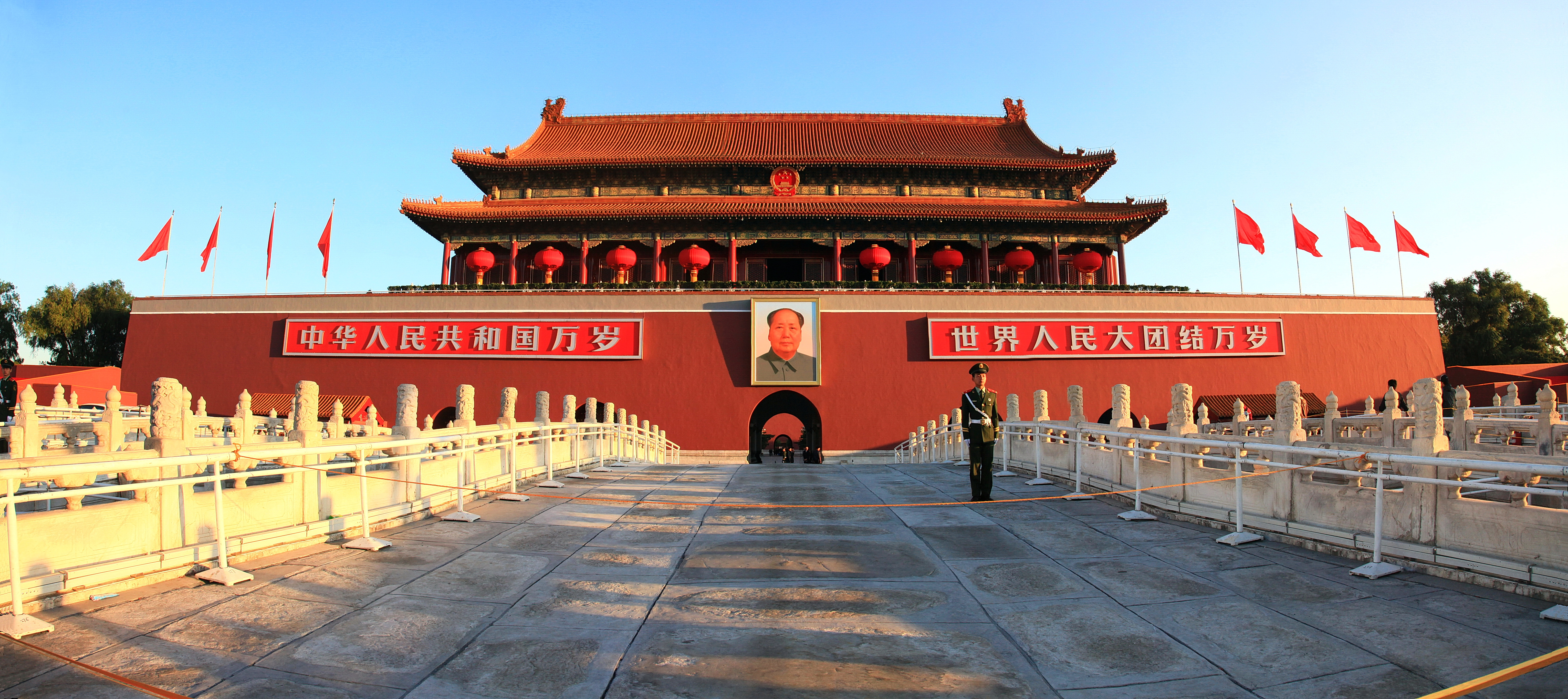
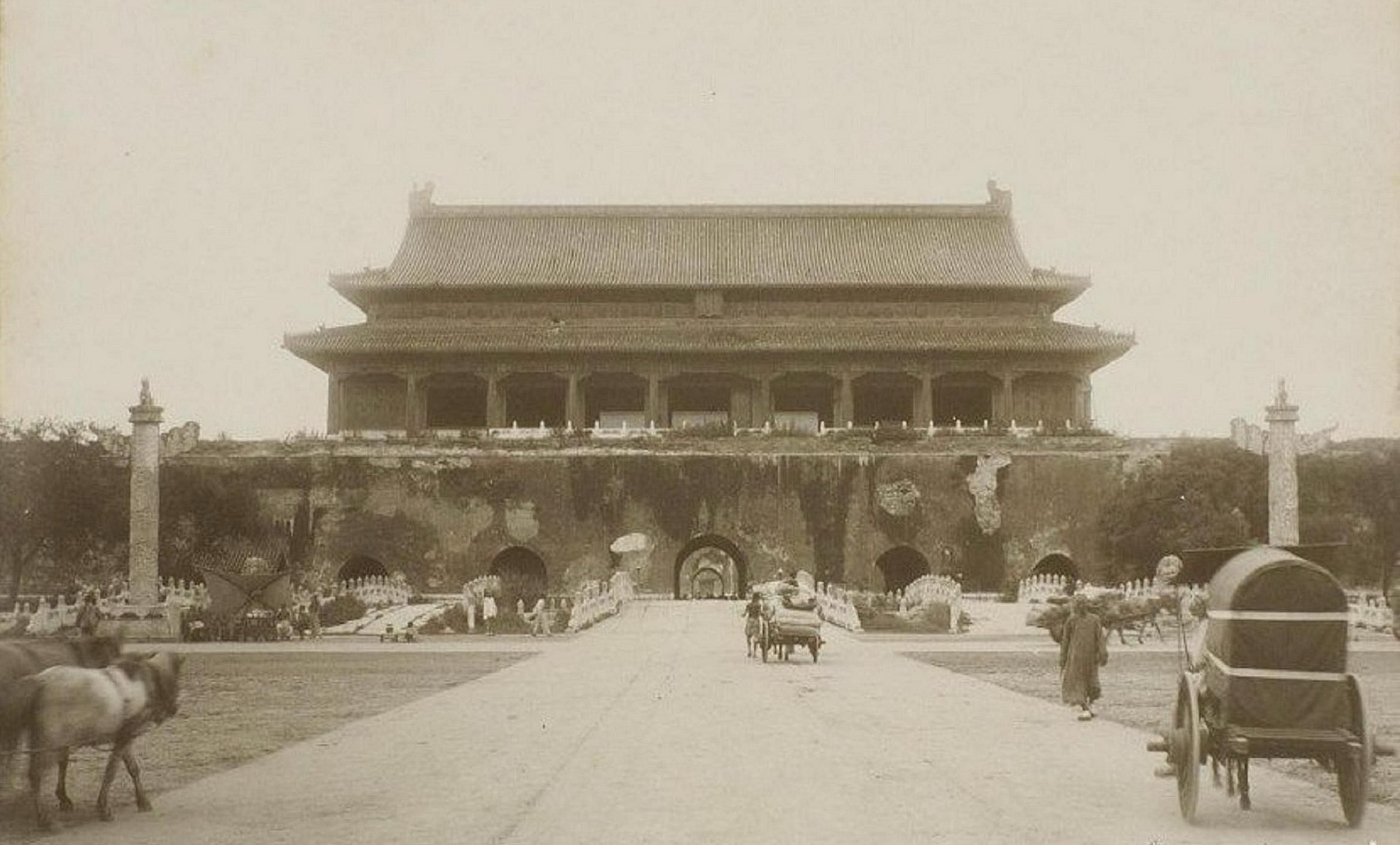
1901
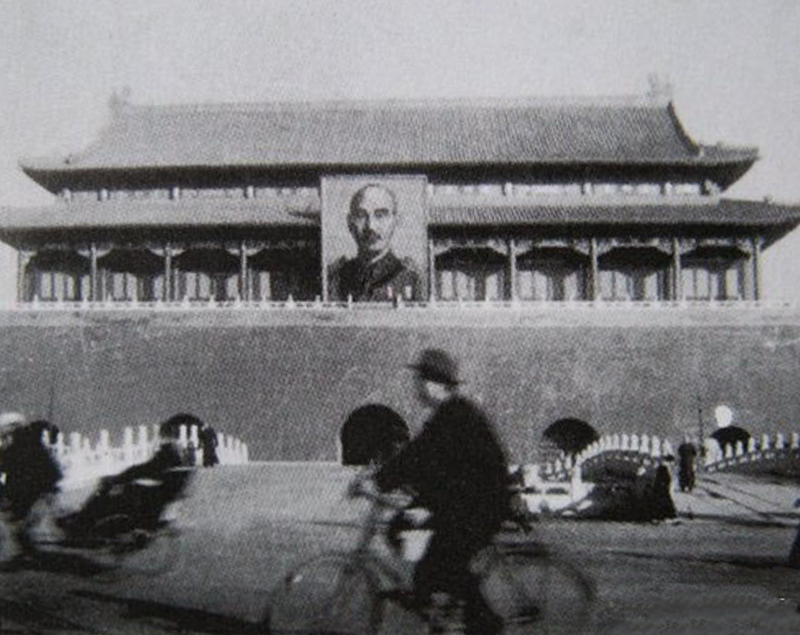
Портрет Чан Кайши на брамі
Мао Цзедун проголошує КНР з брами, 1949Мао Цзедун проголошує КНР з брами, 1949
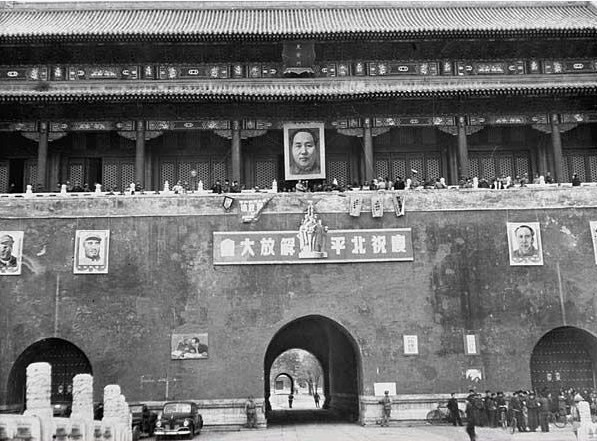
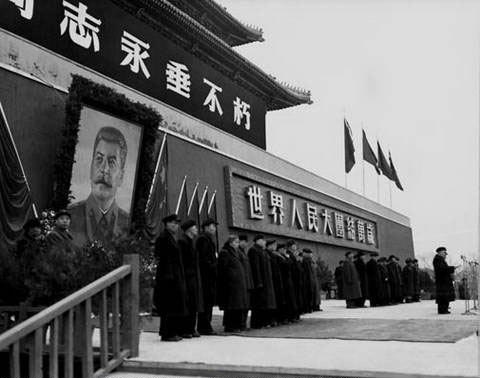
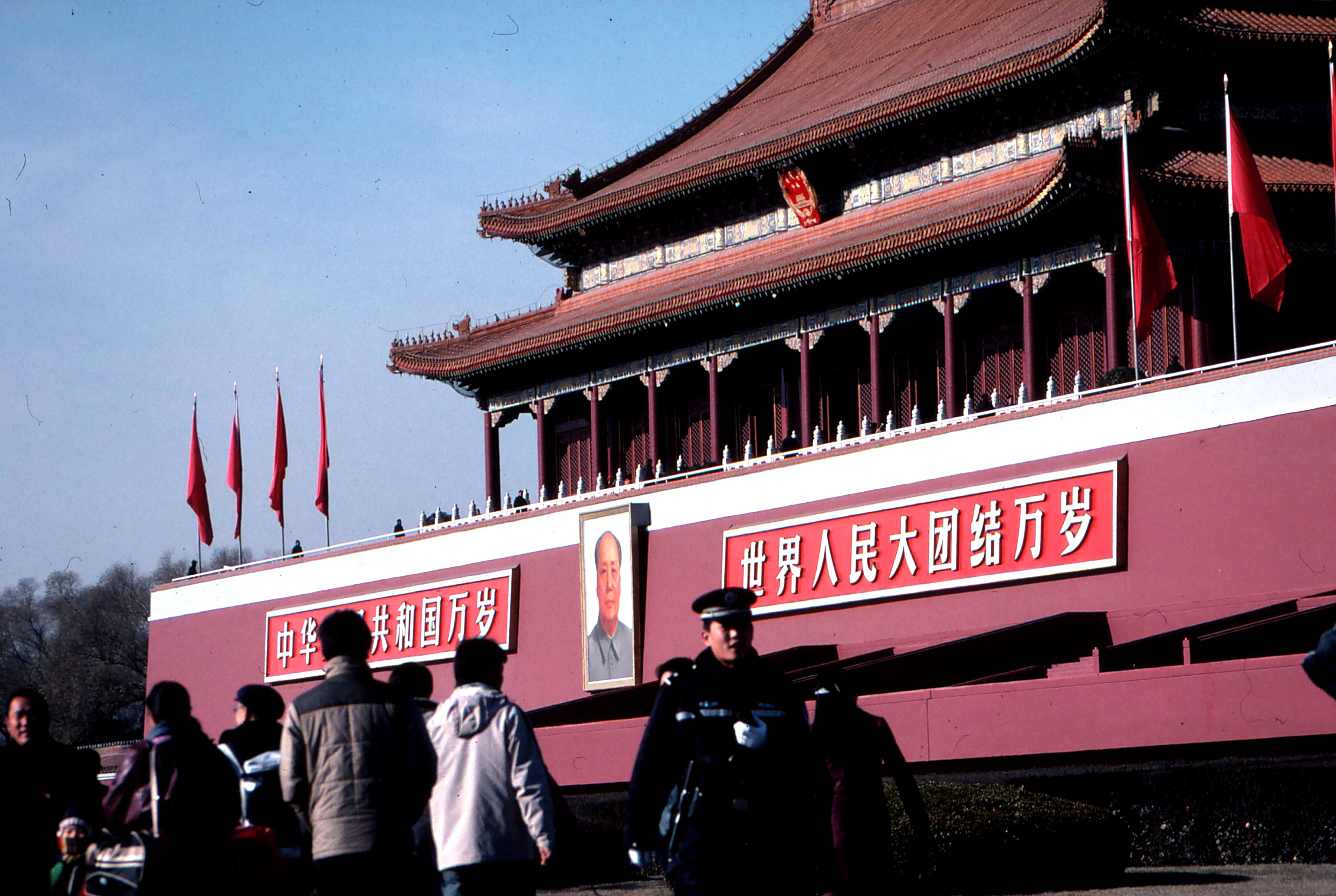
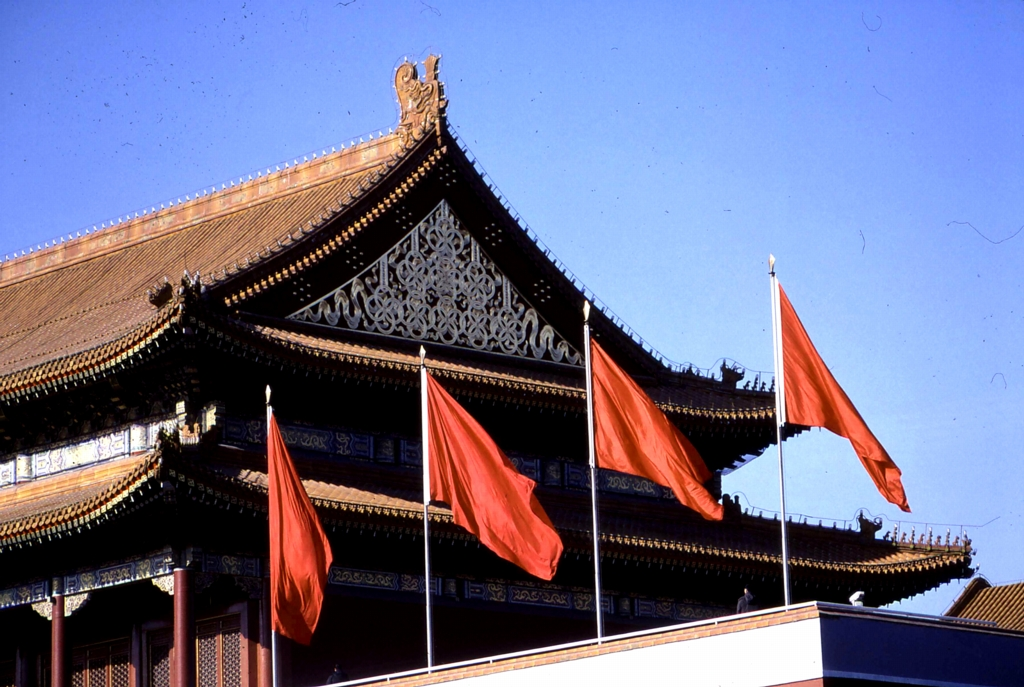
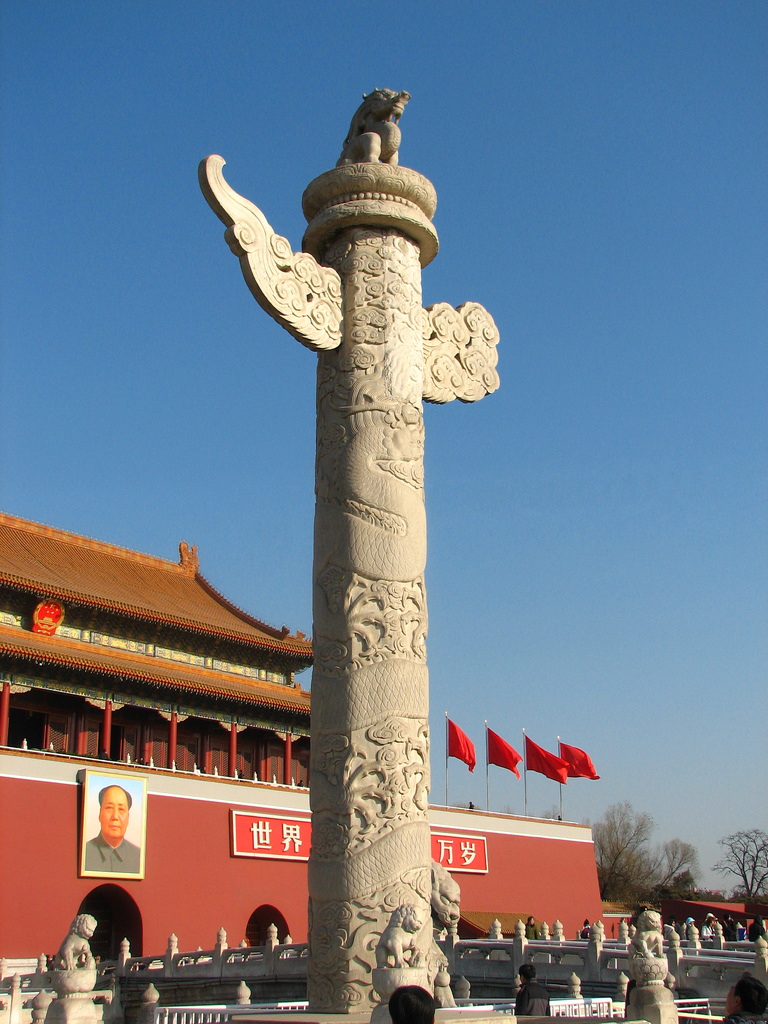
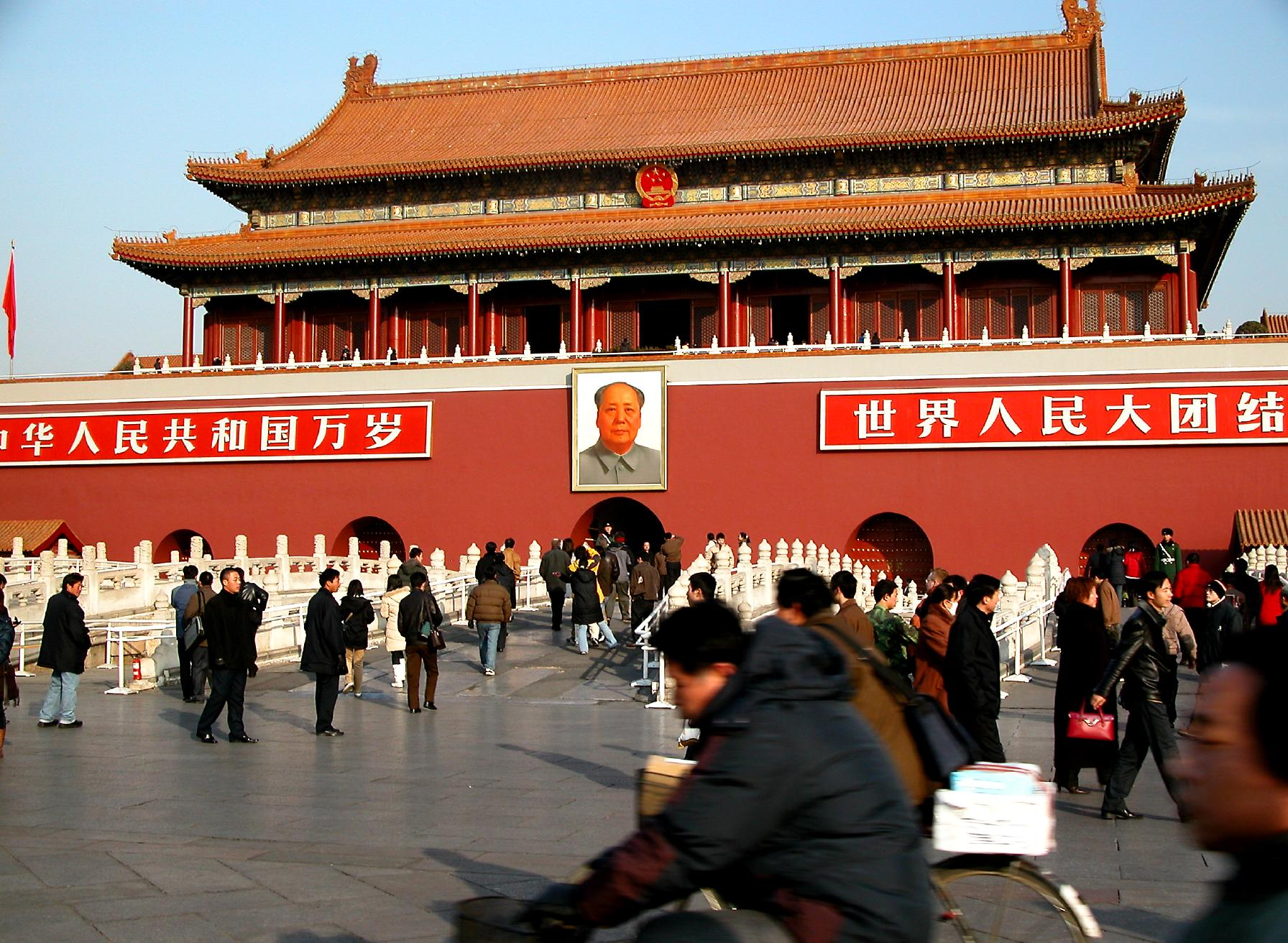
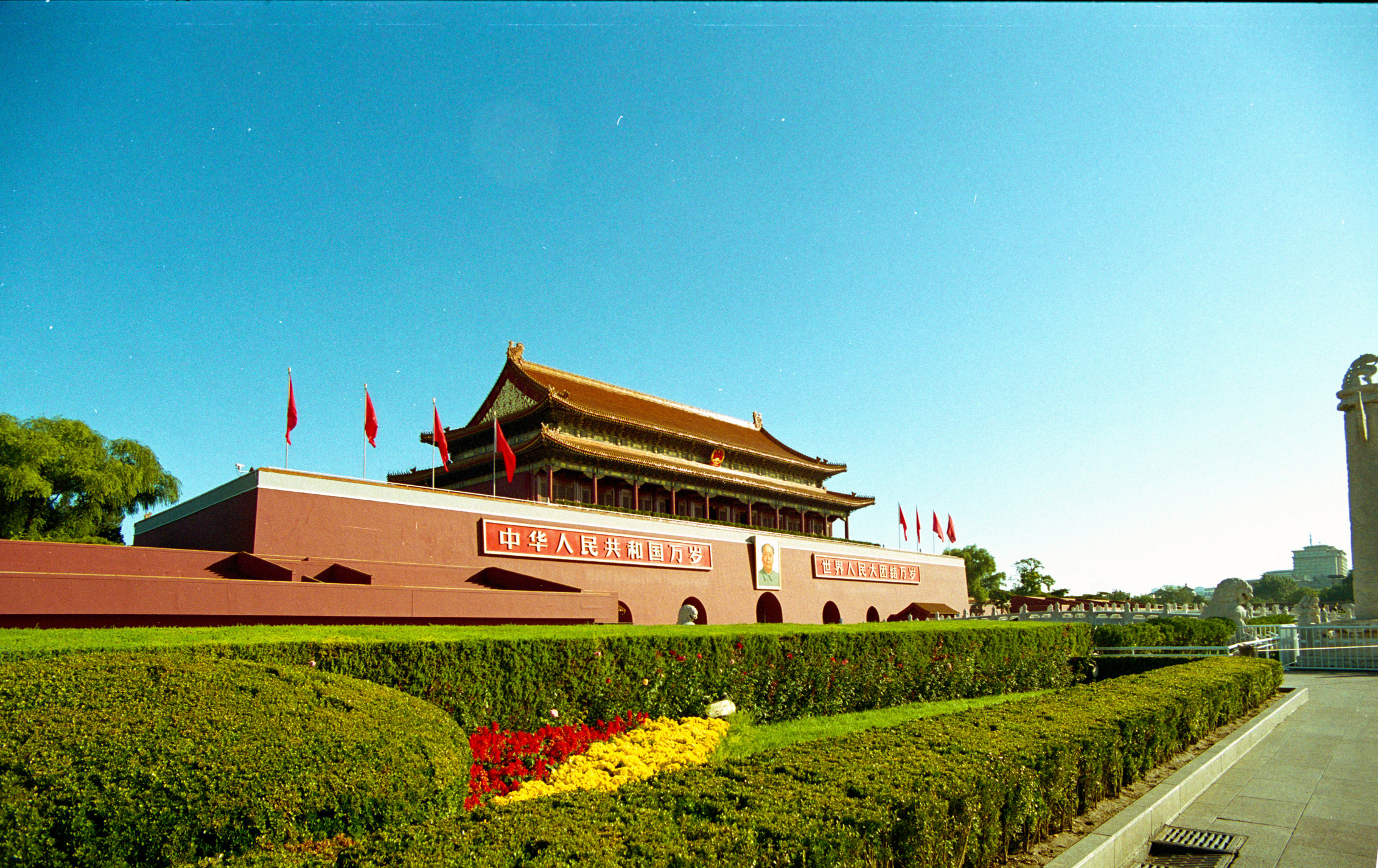
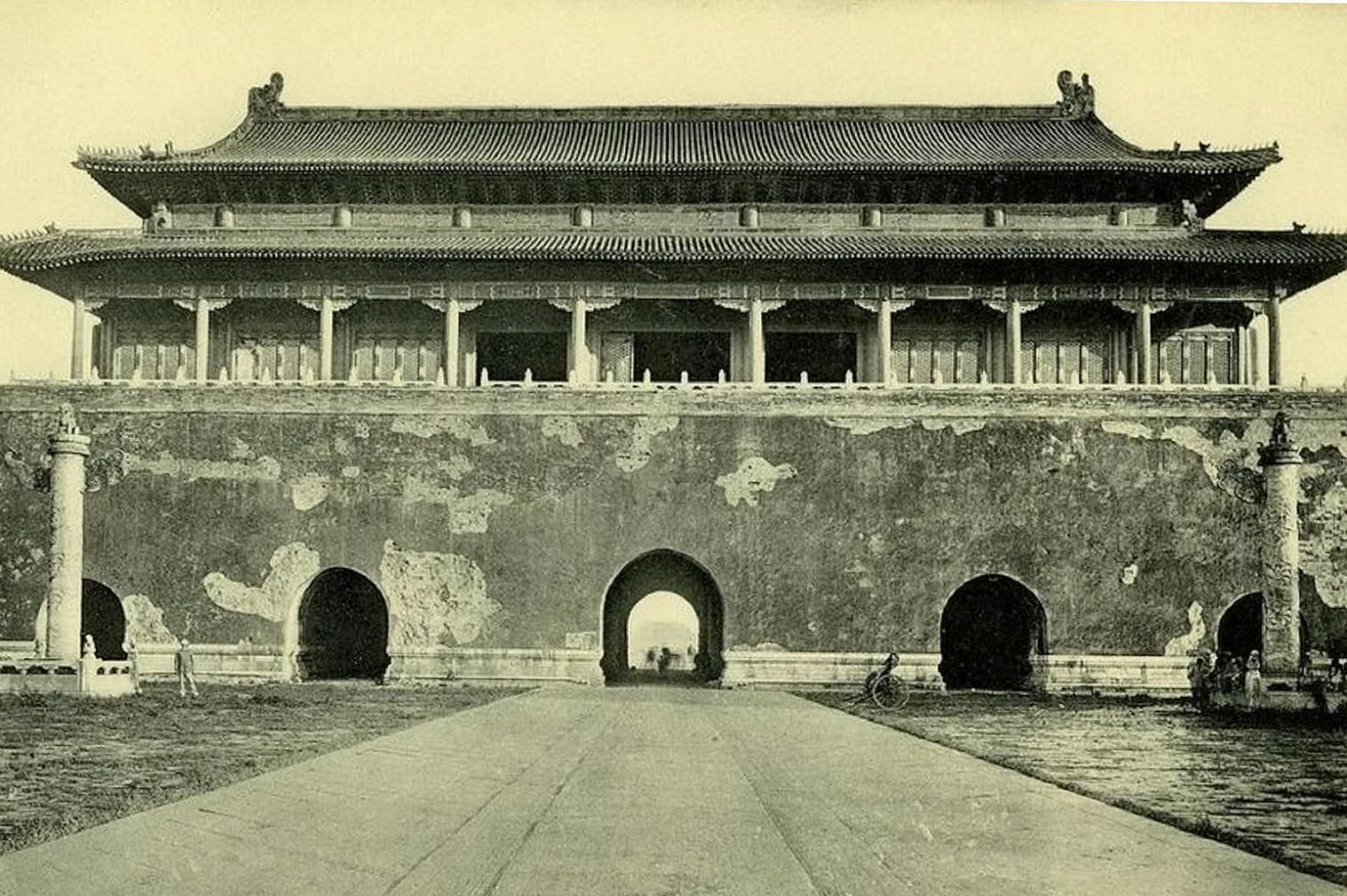